# Chiesa di San Lorenzo Martire (Conselve)
La chiesa di San Lorenzo, nota anche con il titolo di duomo, è la parrocchiale di Conselve, in  provincia e diocesi di Padova; fa parte del vicariato del Conselvano.
Precedentemente chiesa arcipretale, è stata elevata a Duomo nel 2022.

## Storia
La prima citazione della pieve di Conselve, una delle più antiche della diocesi di Padova, risale al 1026. Nel 1077 questa chiesa venne posta sotto la protezione imperiale dal vescovo Olderico. Nel 1194 l'edificio venne riedificato grazie al cospicuo lascito di tale Alberto da Baone. Da un documento del 1297 si viene a sapere che la chiesa di Arre era sottoposta alla pieve di Conselve. 
Nel 1720 iniziò l'edificazione dell'attuale duomo, progettato da Francesco Vecellio. La nuova parrocchiale venne completata e consacrata nel 1748. La facciata fu costruita appena nel 1896. Infine, tra il 1955 ed il 1956, sia la chiesa che il campanile furono restaurati.

## Descrizione

### Campanile
La base della torre campanaria fu edificata nel XII secolo, la parte sino al quadrante dell'orologio nel Quattrocento e la cella campanaria venne realizzata nel XVIII secolo.

### Organo a canne
Sulla cantoria in controfacciata si trova l'organo Callido op. 190, costruito nel 1782, ampliato da Domenico Malvestio e successivamente restaurato nel 2008 da Francesco Zanin. Lo strumento è a trasmissione mista, ed è suonabile da due consolle (meccanica in cantoria ed elettronica in navata).
Segue la disposizione fonica:
| Prima tastiera - Grand'Organo |         |
| Principale                    | 16'     |
| Principale                    | 8'      |
| Ottava                        | 4'      |
| DecimaQuinta                  | 2'      |
| Ripieno Grave                 | II File |
| Ripieno Acuto                 | II File |
| Bordone                       | 8'      |
| Dulciana                      | 8'      |
| Unda Maris                    | 8'      |
| Flauto                        | 4'      |
| Tromba                        | 8'      |

| Seconda tastiera - Espressivo |         |
| Principale                    | 8'      |
| Quintadena                    | 8'      |
| Viola da Gamba                | 8'      |
| Voce Celeste                  | 8'      |
| Ottava                        | 4'      |
| Flauto                        | 4'      |
| Nazardo                       | 2.2/3'  |
| Terza                         | 1.3/5'  |
| DecimaQuinta                  | 2'      |
| Ripieno                       | II File |
| Oboe                          | 8'      |
| Tremolo O.E.                  |         |

| Pedale      |     |
| Contrabasso | 16' |
| Subbasso    | 16' |
| Basso       | 8'  |
| Bordone     | 8'  |
| Ottava      | 4'  |
| Trombone    | 16' |